# Хедосбій
Хедосбій?(*ХΕΔΟΣ......) — цар Боспору (267-268? та/або між 275/276 - 285/286? рр. н. е..)

## Життєпис
Ім'я Хедосбія, або Хедоса відоме із фрагмента присвячувальної стели (КБН №846) із написом: "ЕПІ ВАΣІЛЕ ΩΣ ХЕΔОΣ" т.б. "При царі Хедосі...... ". Довгий час вважалося, що повністю  ім'я царя звучить як Хедосбій. Проте, візуальний аналіз напису доводить, що там просто немає місця для нових літер.   
Відносно особи Хедосбія (Хедоса), більшість дослідників вважає його царем негрецького походження в числі Фарсанза, Інінфімея, Тейрана, Фофорса та Радамсада, що в II половині III-поч. IV ст. н.е. відсторонили від влади династію Тиберіїв-Юліїв. Монет Хедосбія невідомо, що дозволяє припустити, що він був узурпатором, що не встиг їх накарбувати. Можливо, Хедосбій був на чолі варварів, що захопили Боспор, а потів організував походи 267-268 рр. та/або 275 р. до Малої Азії. 
У 267 році Хедосбій вперше стає царем, поваливши боспорських царів Сингеса та Рескупоріда V. Останні, на думку дослідників, втекли до азійської частини царства. на цій рік припадає війна варварів-герулів проти Боспору, в якій останній зазнав поразки. З огляду на це, припускають, що Хедосбій (навіть ім'я його має латинизований варіант варварського імені), що був королем або сином короля герулів, повалив тогочасних правителів й на основі шлюбу з боспорянкою оголошує себе новим царем. Напевне мав підтримку з боку готів, які тоді мали вплив у Північному Причорномор'ї.
До цього періоду відносять знайдений напис Хедосбія, в якому йдеться про морській похід проти Римської імперії. Дослідники відносять його до 267—268 років. У 272 році Хедосбія було повалено Рескупорідом V і Сингесом, внаслідок послаблення союзників першого — готів, які в той час зазнали поразок від римського імператора Авреліана.
Знову стає царем у 278 або 279 році внаслідок інтриг або перемоги у битві над царем Тейраном I. Відновив антиримську політику. Втім, це викликало невдоволення проримськи настроєних боспорян, які закликали Савромата IV і Фофорса. Останні за невідомих обставин повалили Хедосбія у 285 або 286 році й стали новими царями Боспору, відновивши династію Тиберіїв Юліїв.